# Chris Ackerman
Christopher George "Chris" Ackerman (n. 16 de mayo de 1978) es un actor estadounidense. Ackerman fue criado en Nueva Jersey, en donde disfrutó surfear y pasar el tiempo en la playa. 
Interpretó el papel del villano Tattoo en Elektra.